# Unirea, Dolj
Unirea este satul de reședință al comunei cu același nume din județul Dolj, Oltenia, România. Se află în partea de sud a județului, în Lunca Dunării. A purtat denumirea Risipiți până în 1964, schimbată în Unirea prin Decretul Consiliului de Stat nr. 799/1964 privind schimbarea denumirii unor localități.
Unirea este situată în partea de sud-vest a României. Este o zonă cu un relief predominant plat, acoperită cu câmpuri și cu dealuri frecvente în regiunea din jurul Unirei. Populația din zonă este destul de densă, cu aproximativ 96 de oameni pe kilometru pătrat.
Temperatura medie din Unirea este de 13 °C, iar precipitațiile medii sunt de 1.015 milimetri pe an. Cele mai calde luni sunt iulie, cu o temperatură medie de 27 °C, iar cele mai reci sunt decembrie, cu o temperatură medie de -4 °C. Luna cea mai umedă este mai, cu 138 de milimetri de ploaie, iar cea mai uscată este noiembrie, cu 49 de milimetri.
Cel mai apropiat oraș important este Băilești, situat la o distanță de 19,9 km sud-est de Unirea. În ciuda dimensiunilor sale relativ mici, Unirea este o localitate importantă din regiune, cu o populație de 4.225 de locuitori.